# Niet-doding
Niet-doding verwijst naar de afwezigheid van het doden, van het bedreigen om te doden en van condities die het doden in de menselijke samenleving in de hand kunnen werken. Al wordt de term in de academische wereld meestal gebruikt voor het doden van mensen, het kan uiteraard uitgebreid worden tot het doden van dieren en andere levensvormen. Dit is ook het geval voor het traditionele gebruik van de term niet-doding als onderdeel van de Boeddhistische moraal, zoals beschreven is in het eerste voorschrift van de Pancasila en in soortgelijke vorm geldt in de gehele wereld van spirituele tradities.
De term niet-doding werd recentelijk gebruikt in het "Charter for a World without Violence" (Handvest voor een wereld zonder geweld), zoals goedgekeurd door de 8ste wereldtop van Nobel-vredesprijswinnaars.